# The Way of Kings
The Way of Kings ist der erste von fünf Romanen (in der deutschen Übersetzung sind es jeweils 2 Bücher) im High-Fantasy-Zyklus Die Sturmlicht-Chroniken des US-amerikanischen Autors Brandon Sanderson. Er wurde erstmals 2010 veröffentlicht. Auf Deutsch wurde der Roman in zwei Bänden unter den Titeln Der Weg der Könige und Der Pfad der Winde publiziert, die in der Übersetzung durch Michael Siefener 2011 bei Heyne erschienen. Im Jahr 2011 gewann er den David Gemmell Award für den besten Roman.

## Entwicklung
Sanderson begann Ende der 1990er Jahre an Stücken von The Way of Kings zu arbeiten und stellte 2003 den ersten Entwurf fertig. Seine Veröffentlichung wurde verzögert, als Sanderson stattdessen beschloss, sich auf seine Mistborn-Trilogie zu konzentrieren. Am 10. Juni 2010 wurden der Prolog und die ersten drei Kapitel des Buches zusammen mit einer Einführung von Sanderson als Vorschau auf der Tor-Website veröffentlicht. Am 8. Juli 2010 wurden die nächsten drei Kapitel (4–6) im Audioformat veröffentlicht. Weitere Kapitel folgten.

## Handlung
Die Geschichte wechselt zwischen den Standpunkten von Kaladin, Shallan Davar, Szeth-Sohn-Sohn-Vallano, Dalinar Kholin und mehreren anderen Nebenfiguren, die ein scheinbar unzusammenhängendes Leben führen. Szeth, ein Schinovarer, der von seinem Volk vertrieben und dazu verurteilt ist, seinen ständig wechselnden Herren zu gehorchen, wird ausgesandt, um den König einer der mächtigsten Nationen der Welt, Alethkar, zu ermorden. Im Laufe der Geschichte wechselt er ständig den Besitzer und tut sein Bestes, um die Tatsache zu verbergen, dass er eine Ehrenklinge besitzt, eine mythische Klinge, die von den Herolden verwendet wird und jedes Material durchschneiden kann. Er besitzt auch Zugang zu Kräften, die normalen Menschen nicht mehr zur Verfügung stehen, die einst von den Strahlenden Rittern besessen und als verloren galten, was es unglaublich schwierig macht, ihn im Kampf zu besiegen.
Als Szeth geschickt wurde, um den Alethi-König Gavilar zu töten, übernahmen die Parschendi, eine Rasse, die den Parscher-Sklaven anderer Nationen ähnelte, die Verantwortung für die Ermordung. Gavilars Sohn Elhokar zieht dann gegen die Parschendi in den Krieg. Die Geschichte wechselt zum Standpunkt von Großprinz Dalinar Kholin, dem Bruder des ermordeten Königs. Bevor er starb, führte sein Bruder Dalinar zu einem alten Wälzer namens "Der Weg der Könige", der Dalinar dazu veranlasste, die kriegerische und konkurrenzfähige Lebensweise der Alethkar in Frage zu stellen. Er beginnt Visionen zu erleben, in denen er die alten strahlenden Ritter sieht. Für Dalinar werfen diese Visionen nicht nur Zweifel an der falschen Geschichte der Strahlenden auf, sie beginnen auch, die Wahrheit über die Bringer der Leere und den aktuellen Zustand der Welt zu enthüllen. All diese Ereignisse sorgen dafür, dass Dalinar sich selbst und seine Schlachten hinterfragt. Dalinars Überzeugung wird von seinen engsten Angehörigen in Frage gestellt, was seine geistige Gesundheit stark in Mitleidenschaft zieht und seinen Führungsanspruch in Frage stellt. In den politischen Unruhen der Zeit ist seine von anderen ebenfalls wahrgenommene Schwäche Anlass, zu versuchen ihn zu beseitigen.
In der Zwischenzeit folgt die Handlung Kaladin, einem finsteren Dorfbewohner mit einem brennenden Hass auf helläugige Adlige. In seiner Jugend als Chirurg ausgebildet, meldete sich Kaladin freiwillig, um für die Armee eines lokalen Lords namens Amaram in den Krieg zu ziehen, um seinen Bruder Tien auf dem Schlachtfeld zu bewachen und zu beschützen. In seinem dritten Kampf gelingt es Kaladin nicht, seinen Bruder zu beschützen, Tien wird getötet. Dies treibt Kaladin dazu, ein besserer Kämpfer zu werden, der sich entschließt, andere vor dem gleichen Schicksal zu schützen. Während einer späteren Schlacht gelingt es Kaladin, einen feindlichen Splitterträger zu töten, und er könnte die Splitterklinge und den Splitterpanzer des Feindes mit Recht beanspruchen und selbst zu einem Hellauge werden. Er weist jedoch die Splitterklinge und den Splitterpanzer zurück und wird dann von Hellherrn Amaram verraten, der die Schätze für sich selbst nimmt und Kaladin als Sklaven brandmarkt, um den Diebstahl zu verbergen.
Dieses Ereignis zementiert Kaladins Hass auf Adlige und hinterlässt tiefe emotionale Narben. Nach mehreren Fluchtversuchen wird er als Brückenmann in einer Armee zum Kampf gegen die Parschendi in den zerbrochenen Ebenen gezwungen. Brückenmänner werden strategisch als Kanonenfutter für die Bogenschützen der gegnerischen Armeen verwendet, die sterben müssen, damit die ausgebildete Armee leichter angreifen kann. Kaladin schafft es, die anderen Männer seiner Gruppe zu führen und sie zu einem Team zu machen, das überleben kann. Nachdem er jedoch versehentlich eine Schlacht durch eine Änderung der Taktik ruiniert hat, wird er heftig geschlagen und während eines Großsturms draußen angebunden, um zu sterben. Es gelingt ihm jedoch zu überleben. Als Ergebnis seines unwahrscheinlichen Überlebens beginnt er zu entdecken, dass er die Fähigkeit Sturmlicht zu binden besitzt. Während er darum kämpft, einen Weg für seine Männer zu finden, ihrem Leben als Brückenmänner zu entkommen, kommt er mit seinen Kräften zurecht und beginnt zu lernen, wie man sie nutzt.
Shallan, eine unbedeutende, helläugige Frau, deren Familie und ihr Land in Gefahr sind, schmiedet einen gewagten Plan, um einen kaputten Seelengießer (ein Gerät, das es Seelengießern ermöglicht, Gegenstände in andere Dinge zu verwandeln) gegen ein funktionierendes auszutauschen, das Jasnah Kholin, der Schwester des Alethi-Königs, gehört. Sie bittet Jasnah, ihr Mündel zu werden, und durch beharrliche Bemühungen gelingt es ihr, Jasnahs Vertrauen zu gewinnen und ihr Lehrling zu werden. Nachdem sie den Seelengießer erfolgreich gestohlen hat, ist sie frustriert über ihre Unfähigkeit, ihn zu benutzen, bis sie eines schicksalhaften Tages versehentlich einen Kelch in Blut verwandelt. Da Shallan weiß, dass Jasnah bald am Tatort eintreffen wird, zerbricht sie einen Krug und schneidet sich, um den Anschein zu erwecken, dass das Blut ihr gehört, was Jasnah für einen Selbstmordversuch hält. Shallan entdeckt bald, dass Jasnahs Seelengießer nicht die Fähigkeit besitzt, etwas zu verwandeln, sondern stattdessen ihre ungewöhnliche inhärente Fähigkeit zum Seelengießen verbirgt. Als Jasnah erfährt, dass Shallan auch die inhärente Fähigkeit zum Seelengießen hat, vergibt sie dem Mädchen für den Versuch, ihren Seelengießer zu stehlen, und beginnt, sie in der richtigen Verwendung ihrer gemeinsamen Macht zu unterweisen. Sie enthüllt auch ihre Forschungen zu den Ursprüngen der strahlenden Ritter und Bringern der Leere und bereitet Shallan und sich selbst darauf vor, in die zerbrochenen Ebenen zu reisen, um sich mit Jasnahs Onkel Dalinar zu treffen.

## Hintergrund
Die Hintergrundgeschichte des Romans dreht sich um eine wiederkehrende Katastrophe, die als Wüstwerdung (desolation) bekannt ist, bei der die monströsen Bringer der Leere die Welt verwüsten und das Überleben der Menschen auf dem Spiel steht. Um der Bedrohung entgegenzuwirken, besitzen die strahlenden Ritter (knights radiant; so benannt nach ihrer leuchtenden Aura und ihren Augen) magische Rüstungen und Schwerter, die als Splitterpanzer (shardplate) und Splitterklingen (shardblades) bezeichnet werden, sowie magische Kräfte. Die letzte Wüstwerdung galt als die letzte und wurde zu einer Zeit der Mythen und Legenden, insbesondere als die strahlenden Ritter ihre Waffen und Rüstungen zurückließen und in der Dunkelheit verschwanden. In Wirklichkeit konnten die strahlenden Ritter die große Last nicht mehr tragen und logen. Ihre abgelegten Rüstungen und Schwerter gehören zu den wertvollsten Erbstücken.
Die Magie der Welt basiert auf Edelsteinen, die von wiederkehrenden, mächtigen Stürmen, den sogenannten Großstürmen, aufgeladen werden und dann wochenlang im Licht leuchten. Diese Edelsteine werden auch als Währung bei Handelsgeschäften sowie als nächtliche Innenbeleuchtung in wohlhabenden Häusern und Palästen verwendet. Diese Sturmlicht-Energie ist es auch, was die magischen Talismane der Priester-Zauberer (die mit Edelsteinen besetzten Handschuhe, die Seelengießer genannt werden) antreibt, die Materie in eine andere Form umwandeln, wie Stein in Getreide oder Menschen in Stein, und angetriebene Edelsteinkonstrukte, die als Fabriale bekannt sind, wie etwa ein Fabrial, das rotes Licht und Wärme erzeugt, um Holz in einem Kamin zu ersetzen. Seelengießer und Fabriale sind normalerweise nur im Besitz des Adels. Der Adel basiert auch auf der Augenfarbe, wobei blaue Augen aufgrund der Verbindung mit den legendären strahlenden Rittern, die leuchtende Augen hatten, als das reinste im Königtum angesehen wurden.
Die Welt selbst hat Flora und Fauna, die sich an die gewöhnlichen Stürme und extrem starken Großstürme angepasst hat. Das meiste Tierleben basiert auf Krebstieren, von denen sich die meisten in den Boden eingraben können, um einen Sturm zu überleben. Auch die Pflanzen können sich dazu in den Boden zurückziehen. Da alle Stürme aus dem östlichen Ozean kommen und nach Westen ziehen, siedelt sich das Leben vor allem auf der Westseite der Felsen und Berge an.
Auch Geister namens Sprengsel (spren) existieren in verschiedenen Arten und reagieren auf die Emotionen von Menschen und der Umwelt. Starker Wind hat Windsprengsel in Form von Lichtbändern, die mit ihm fließen. Wenn Menschen unter Schmerzen leiden, erscheinen rote Schmerzsprengsel um die Wunde herum, und eine edle, aufrichtige Rede wird von Ruhmsprengseln begleitet, die als eine Korona von goldenen, funkelnden Lichtern um den Kopf des Sprechers erscheinen. Sprengsel sind so weit verbreitet, dass sie als selbstverständlich gelten. Die Sprengsel können zwischen dieser und einer Art Parallelwelt, die Schadesmar (shadesmar) genannt wird, wechseln. Neben diesen niederen und weitgehend geistlosen Sprengseln gibt es auch höhere, wie etwa die Ehrensprengsel und die Kryptiker, die eine der menschlichen vergleichbare Intelligenz besitzen und in der Lage sind, sich mit Menschen zu verbinden und ihnen die Fähigkeit zum Wogenbinden (eine Art Ausübung von Magie, durch die man die Schwerkraft überwinden kann) zu verleihen.

## Charaktere
Die Hauptkapitel innerhalb des Buches werden aus der Sicht mehrerer Hauptcharaktere erzählt, während die Zwischenspiele des Buches aus der Sicht anderer Charaktere erzählt werden.

### Hauptcharaktere
- Szeth-Sohn-Sohn-Vallano: Ein Attentäter aus dem Land von Shinovar. Er bezeichnet sich selbst als "Unwahrer", der denen dienen muss, die seinen Eidstein tragen. Träger einer Ehrenklinge und Träger von Sturmlicht. Seine Windläufer-Fähigkeiten werden ihm von seiner Ehrenklinge verliehen. Er hasst es, zum Mord gezwungen zu werden und weint dabei.
- Kaladin (Kal): Ein Dunkelauge aus der Nation Alethkar, der gezwungen ist, auf einer Brückenbesatzung in der Armee von Großprinz Torol Sadeas zu dienen. Er war früher Lehrling, der von seinem Vater Chirurgie lernte und ein Mitglied der Armee von Hellherrn Amaram, er hasst Hellaugen wegen Amaram. Amaram verriet Kaladin, indem er zuerst den Tod seines Bruders Tien verursachte und nachdem Kaladin ihn vor einem Mann in Splitterrüstung rettet, nimmt er die Splitter gewaltsam für sich und tötet dabei alle engen Freunde von Kaladin. Kaladin ist in der Lage, Sturmlicht zu verwenden, um sich selbst zu heilen und sich stärker und schneller als jeder normale Mensch zu machen. Er wird von einem Ehrensprengsel namens Sylphrena, oder kurz Syl, begleitet. Sie kam zu ihm wegen seiner angeborenen Ehre und Freundlichkeit angesichts des Bösen und des Verrats, der ihn zu umgeben scheint. Kaladins Verbindung zu Syl gibt ihm seine Macht des Sturmlichts. Syl erlangt durch die Beziehung ein Maß an Empfindungsvermögen.
- Shallan Davar: Ein unbedeutendes Hellauge, aus Sicht des Adels, aus der Nation von Jah Keved. Ihre Familie hat nach dem Tod ihres Vaters schwere Zeiten hinter sich. Sie strebt danach, als Mündel und Schülerin der renommierten Gelehrten Jasnah Kholin, der Schwester von König Elhokar von Alethkar, aufgenommen zu werden. Als talentierte Künstlerin, die sich mit einem einzigen Blick an eine Szene mit Kohle und Papier merken und sie aus dem Gedächtnis zeichnen kann, erfährt sie, dass sie, genau wie Jasnah, auch ohne Seelengießer Seelengießen durchführen kann. Obwohl sie am Anfang des Buches plant, Jasnahs Seelengießer zu stehlen, um ihre Familie zu retten, ist sie am Ende des Buches Jasnahs Lehrling geworden.
- Dalinar Kholin: Der Großprinz von Alethkar, Bruder des getöteten Königs Gavilar, Onkel des aktuellen Königs. Sein Spitzname ist "Schwarzdorn". Ein General, der mit Bruder half, das Königreich zu vereinen. Ein Mann, der während der Großstürme Visionen erlebt, und ein voller Splitterträger, wird als schwach kritisiert, nachdem er beginnt, den Codes zu folgen und darüber spricht, den sinnlosen Krieg zu stoppen, in den Alethkar verwickelt ist.
- Adolin Kholin: Ein Hellauge aus Alethkar und Erbe des Großprinzensitzes seines Vaters Dalinar. Als erfahrener Duellant und voller Splitterträger liebt und respektiert er seinen Vater, obwohl er befürchtet, dass dieser verrückt wird.
- Navani Kholin: Witwe von König Gavilar, Mutter von König Elhokar und Jasnah. Eine erfahrenere Herstellerin von Fabrialen. Sie hat Dalinar immer geliebt, selbst als sie mit seinem Bruder Gavilar verheiratet war. Sie versucht, eine Beziehung zu Dalinar wiederzubeleben, wird jedoch zunächst abgewiesen; schließlich überzeugt sie Dalinar am Ende des Buches, seine Gefühle zu ihr anzunehmen.

### Nebencharaktere
- Kalak ist einer von zehn Herolden des Allmächtigen. Sein Kapitel ist der Auftakt des Zyklus, der 4.500 Jahre vor den Ereignissen des eigentlichen ersten Kapitels stattfindet.
- Axies der Sammler ist ein Siah Aimianer, der auf der Suche ist, alle verschiedenen Sorten von Sprengseln auf Roshar zu katalogisieren. Durch eine Interaktion mit Magie ist er praktisch unsterblich.
- Baxil ist ein Dieb der Emuli-Nationalität, der Cousin von Av. Er und eine schöne Frau mit hellen Augen brechen in Orte ein, um Kunstwerke zu zerstören.
- Geranid ist Wissenschaftlerin und Philosophin. Sie lebt mit Ashir auf einer kleinen Reshi-Insel, wo sie ihre Zeit damit verbringt, Sprengsel zu studieren.
- Nan Balat ist einer von Shallans Brüdern, ein helläugiger Veden. Nachdem Nan Helaran, der älteste Bruder von Balat, von ihrem Vater für tot erklärt wurde, erhielt Balat den Titel 'Nan' und war damit der erste Erbfolger in der Reihe.
- Rysn ist eine junge Frau aus Thaylenah, ein Kaufmannslehrling. Sie reist mit Vstim nach Shinovar.
- Schelm ist der Hofnarr von König Elhokar Kholin in den zerbrochenen Ebenen. Seine Rolle als Hofnarr erlaubt es ihm einfach, jeden zu beleidigen, den er trifft, oft indem er absichtlich die schlimmsten Charakterfehler dieser Person offen diskutiert. Schelm ist auch insgeheim mehr als er scheint, er besitzt oft ein allumfassendes Wissen über Dinge, von denen er keine Kenntnis haben sollte, und die Fähigkeit zu wissen, wohin er reisen muss, um wichtige Leute zu treffen und denen, die er kurz trifft, obskure, aber nützliche Ratschläge und Informationen anzubieten. Schelm ist unter anderen Namen in allen wichtigen Büchern des Cosmere zu finden, einem Universum, in dem die meisten Werke von Sanderson spielen.[7]

## Kritik
In der ersten Woche der Veröffentlichung war das Buch auf Platz 7 der The New York Times Best Seller list.
Eine frühe Rezension von der Website Unshelved gab dem Buch eine positive Rezension.
Die Rezension von Elitist Book Reviews wies auf einige Probleme mit dem Buch hin, gab aber eine insgesamt positive Meinung zum Buch ab.
Die Website SFReviews.net gab dem Buch eine gemischte Rezension und lobte Sandersons Schreiben und Kreativität, kritisierte jedoch seine extreme Länge und den allgemeinen Handlungsmangel. SFReviews betonte: "Die Fahrt ist luxuriös, die Landschaft ist oft atemberaubend, aber The Way of Kings ist wirklich eine lange und kurvenreiche Straße."
KeepingTheDoor.com kommentierte: "Die Sturmlicht-Chroniken ist eine Serie, die wie Robert Jordans Das Rad der Zeit, George R. R. Martins Das Lied von Eis und Feuer und Robin Hobbs The Realm of the Elderlings Epen, die jeder Fantasy-Fan, der etwas auf sich hält, gelesen haben und kennen muss. Dies wird einer der riesigen Zyklen sein, der die gesamte Szene mitgestalten wird."

### Auszeichnungen
- 2010: Whitney Award als bester Roman des Jahres[11]
- 2010: Whitney Award als Best Speculative Fiction[11]
- 2010: Goodreads Choice Award als bester Fantasy Roman (Nominierung)[12]
- 2011: David Gemmell Award als bester Roman[13]

## Adaptationen

### Film
Im Oktober 2016 wurden die Rechte am gesamten Cosmere-Universum von DMG Entertainment lizenziert. DMG verfolgt eine Adaption von The Way of Kings im Schnelldurchlauf. Als Drehbuchautoren wurden Patrick Melton und Marcus Dunstan engagiert. DMG-Gründer Dan Mintz wird den Film produzieren, Sanderson und Joshua Bilmes fungieren als ausführende Produzenten.

### Videospiel
Das von Arcturus VR entwickelte VR-Spiel The Way of Kings: Escape the Shattered Plains wurde am 2. März 2018 veröffentlicht.

## Ausgaben
- The Way of Kings. Gollancz, 2010, ISBN 978-0-575-09736-0.
  - Der Weg der Könige. Heyne, 2011, ISBN 978-3-453-26717-6.
  - Der Pfad der Winde. Heyne, 2011, ISBN 978-3-453-26768-8.

### Hörbuch
- Der Weg der Könige. Random House Audio, 2011, gelesen von Detlef Bierstedt
- Der Pfad der Winde. Random House Audio, 2011, gelesen von Detlef Bierstedt[16]